# Cecilia Rouse
Cecilia Elena Rouse (Walnut Creek, 1963. december 18. –) amerikai közgazdász. 2021. március 2-án a Szenátus 95-4 arányban elfogadta a Rouse jelölését, mint az elnök következő gazdasági tanácsadója. Korábban a Princeton Nemzetközi ügyek iskolájának dékánja volt a Princetoni Egyetemen.

## Publikációk
- Goldin, Claudia; Rouse, Cecilia (2000). "Orchestrating Impartiality: The Impact of "Blind" Auditions on Female Musicians". American Economic Review. 90 (4): 715–741 doi:10.1257/aer.90.4.715
- Kane, Thomas J; Rouse, Cecilia Elena (1995). "Labor-market returns to two-and four-year college". The American Economic Review. 85 (3): 600–614
- Rouse, Cecilia Elena (1998). "Private school vouchers and student achievement: An evaluation of the Milwaukee Parental Choice Program". The Quarterly Journal of Economics. 113 (2): 553–602 doi:10.1162/003355398555685
- Ashenfelter, Orley; Rouse, Cecilia (1998). "Income, schooling, and ability: Evidence from a new sample of identical twins". The Quarterly Journal of Economics. 113 (1): 253–284 doi:10.1162/003355398555577
- Kane, Thomas J; Rouse, Cecilia Elena (1999). "The community college: Educating students at the margin between college and work". The Journal of Economic Perspectives. 13 (1): 63–84 doi:10.1257/jep.13.1.63
- Rouse, Cecilia Elena (1995). "Democratization or diversion? The effect of community colleges on educational attainment". Journal of Business & Economic Statistics. 13 (2): 217–224 doi:10.1080/07350015.1995.10524596
- Figlio, David N.; Rouse, Cecilia Elena (2006). "Do accountability and voucher threats improve low-performing schools?". Journal of Public Economics. 90 (1): 239–255 doi:10.1016/j.jpubeco.2005.08.005